# José Martins Pereira
José Martins Pereira (Cinco Ribeiras, 6 de Janeiro de 1898 — Terra Chã, 10 de Fevereiro de 1965), mais conhecido por José da Lata, foi um pastor de gado bravo, manobrador de touros nas corridas à corda, que se notabilizou como cantador e improvisador popular. Uma das personalidades que mais marcaram a cultura popular da ilha Terceira no século XX, era um extraordinário animador de festas populares, particularmente como cantador de Reises e do Rancho de matança, peças típicas do folclore terceirense, e como tocador de viola-da-terra.

## Biografia
José da Lata foi uma figura típica da freguesia da Terra Chã, pois apesar de nascido na freguesia de Nossa Senhora do Pilar, viveu a maior parte da sua vida naquela freguesia, no Caminho para Belém, em frente da Canada dos Folhadais.[carece de fontes?]
José da Lata trabalhou como pastor de gado bravo, profissão de que surgiu a sua alcunha, como resultado de uma aposta com rapazes da sua idade, quando apostou que amarraria uma lata nas hastes de um touro bravo. Ganha a aposta, perante o grande feito, ficou conhecido como o "José da Lata". Ganhou tal mestria na manobra dos toiros na típica toirada à corda que  era apontado como o melhor pastor entre os pastores e um verdadeiro mestre na arte de produzir uma boa toirada.